# 鲘门街道
鲘门街道，是中华人民共和国广东省汕尾市海豐縣下辖的一个乡镇级行政单位。现也为深汕合作区一部分，由深圳市管理。原为鲘门镇，2019年10月10日撤镇设街道。

## 行政区划
鲘门街道下辖以下地区：
鲘门社区、红泉村、红源村、民生村、朝面山村、民新村、民安村和百安村。

## 图集

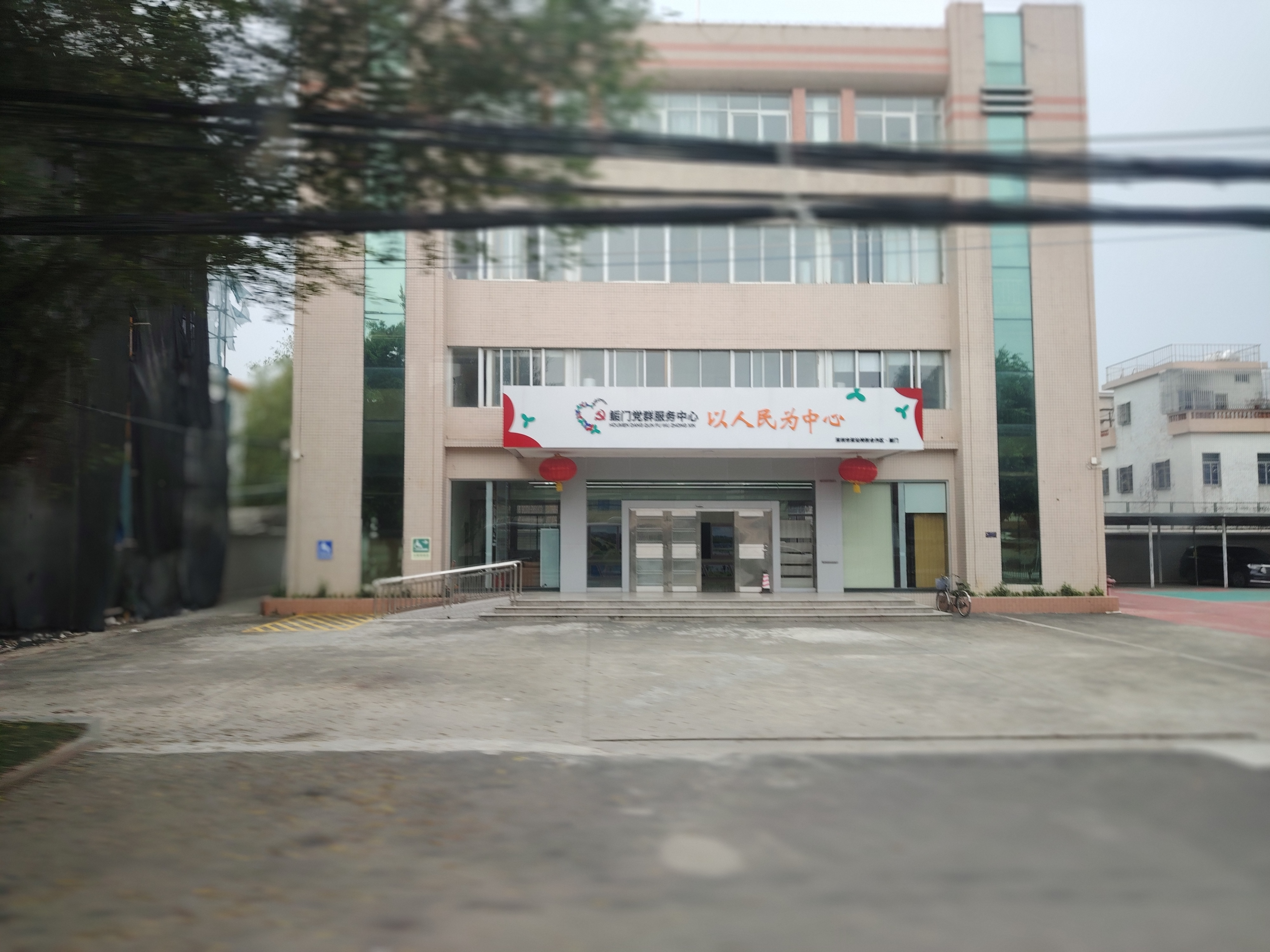
鲘门街道党群服务中心
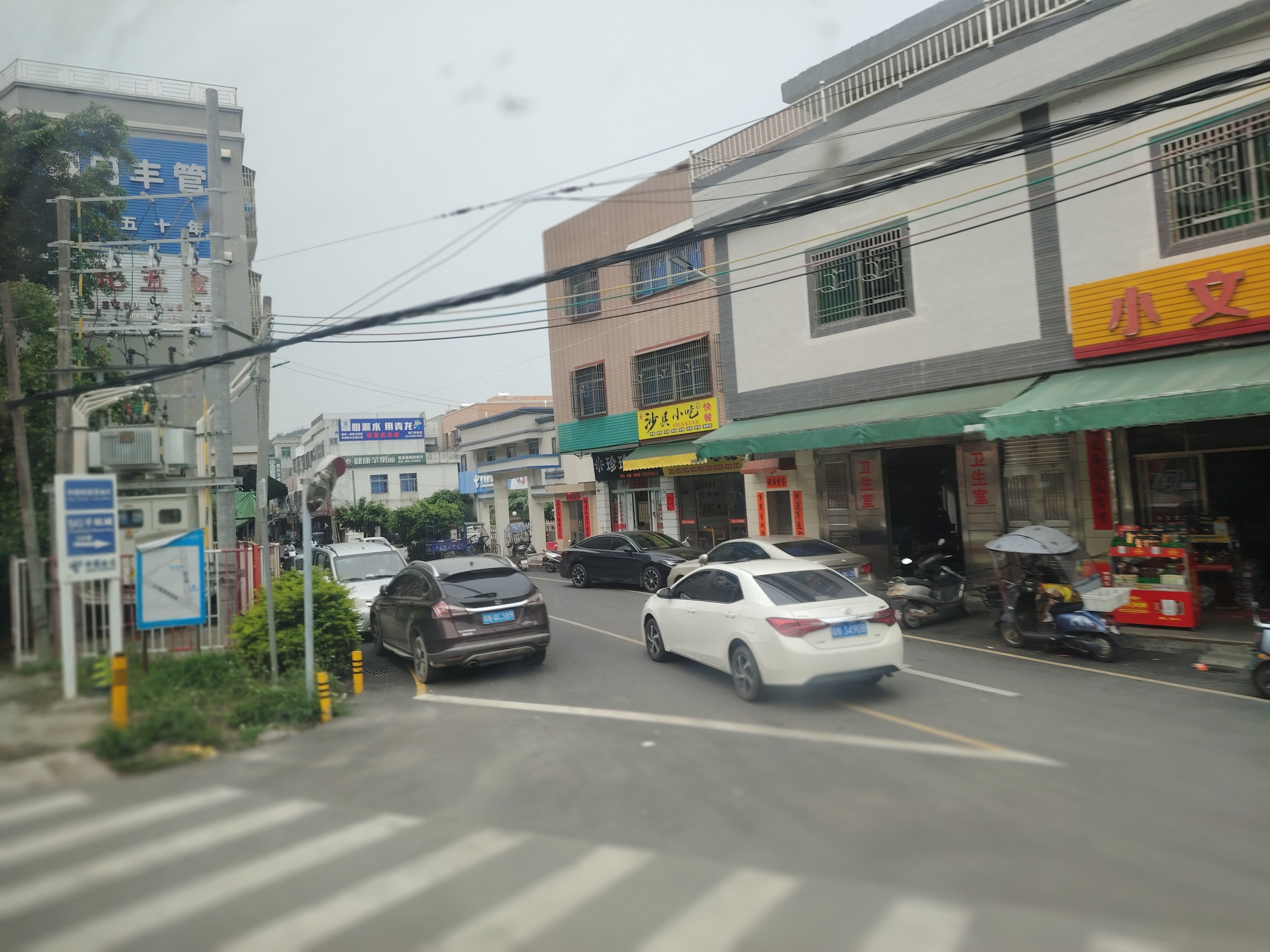
鲘门社区一带

## 交通
- 厦深铁路：鲘门站